# Hladký štít
Hladký štít (polsky Gładki Wierch, maďarsky Sima-hegy, německy Glatter Berg, 2065 m n. m.) je jeden z nejnižších vrcholů v hlavním hřebeni Vysokých Tater. Tvoří uzlový bod, z něhož jihozápadním směrem vybíhá výrazná rozsocha Liptovských kop (odděleny sedlem Závory). Nachází se mezi hřebenem Kotolnice a Valentkovou. Od Valentkové je oddělen Hladkým sedlem, z něhož vede nejsnazší cesta na vrchol (uzavřena). Název pochází od strmých travnatých svahů, které představovaly nebezpečí pro pasoucí se zvířata (koně a dobytek).

## Výstupy
Cesta na vrchol byla známa již od pradávna místním pastýřům. Dnes již nelze zjistit, kdo jako první stanul na vrcholu. Nejstarší zaznamenané turistické výstupy:
- léto – 5. srpna 1902, T. Eichenwald, F. Rabowski, J. B. Tajber, W. Tylka
- zima – 3. února 1912, J. Grabowski a druhové

V letech 1929–1930 stála na vrcholku zimní výzkumná meteorologická stanice Jagellonské univerzity.

## Přístup
- Po neznačené cestě z Hladkého sedla.